# Wielki Dwór
Wielki Dwór (niem. Ankern) – wieś w Polsce położona w województwie warmińsko-mazurskim, w powiecie ostródzkim, w gminie Małdyty. W okolicy wsi znajdują się źródła rzeki Dzierzgoń.
W latach 1975–1998 miejscowość administracyjnie należała do województwa olsztyńskiego.
W latach 1945–1946 miejscowość nosiła nazwę Ankry.
Wieś wzmiankowana w dokumentach z roku 1358, jako wieś pruska na 8 włókach. Pierwotna nazwa – Ankren. W roku 1782 we wsi odnotowano 13 domów (dymów), natomiast w 1858 w 11 gospodarstwach domowych było 133 mieszkańców. W latach 1937–1939 było 176 mieszkańców. W roku 1973 wieś należała do powiatu morąskiego, gmina Małdyty, poczta Połowite.